# Abild
 For alternative betydninger, se Abild (flertydig). (Se også artikler, som begynder med Abild)
Abild (Malus sylvestris), også kaldet Skovabild eller Skovæble er en busk eller ofte et træ, der vokser i krat og hegn. Det kan blive 5-8 meter højt. Abild får mange frugter, men de er hårde og hvinende sure. Træet er naturaliseret her i landet en gang i stenalderen.

## Beskrivelse
Grenbygningen er kroget og tæt, og stammen er kort. Træet er ikke egentlig tornet, men dværgskud kan være så spidse, at man river sig på dem alligevel. Bladene ligner fuldstændigt de kendte æblesorters: ovale med rundtakket rand og gråhåret underside. Træet blomstrer fra sidst i maj og ind i juni, og blomstringen er overdådig. Den består af hvide, regelmæssige blomster med en fin, syrligt-sød duft. Frugterne er matte kuglerunde, stenhårde og meget sure.
Højde x bredde og årlig tilvækst: 8 × 5 m (20 × 15 cm/år).
Abild har et kraftigt og dybtgående rodnet. Den kan gro på næsten alle jordtyper, bedst på frodig lerjord. Den skaber jordtræthed, og den huser alle de sygdomme og skadedyr, som også rammer Spise-Æble.

## Voksested
Abild hører hjemme i hegn, skovbryn og ved skovlysninger, og det findes ofte på overdrev, hvor det etablerer sig inde midt i en stikkende busk som f.eks. Slåen, Rose eller Alm. Hvidtjørn. Det findes hist og her i det meste af landet, hyppigst i Sydøstjylland.

## Anvendelse
Abild er velegnet til kanter, den indre del af skovbryn og i vildtplantninger samt til læhegn, men man skal passe på, at man ikke får fat i en frøplante af Spise-Æble. De små, hvinede sure og matte gråligt gul-grønne æbler bliver hurtigt spist af hjortevildt og fugle. Skud og grene er blandt den mest eftertragtede vinterføde for hjortevildt og harer. Kerneveddet er rødbrunt, holdbart og efterspurgt til drejerarbejder, men stammeform og tykkelse er ikke så god som Spise-Æble.
Træet bør ikke bruges på våd eller meget tør bund, men til gengæld tåler det kystklima godt. Frugterne har været brugt i tørret form i hvert fald siden bronzealderen. Man har fundet rester af dem i den tids gravlæggelser. Ved tilberedning (kogt, stegt eller tørret) bliver frugterne spiselige.

## Forvekslingsmuligheder
Træet bør ikke forveksles med de talrige frøplanter, der stammer fra kerner af Spise-Æble. Og dog vil Abild i nogle sjældne tilfælde kunne fremkomme fra frø af Spise-Æble, da nogle æblesorter er krydsninger med Abild. Som regel kan mellemformerne genkendes på en grovere grenbygning, eller på at frugterne bliver blanke, gule eller røde.